# I can do it
I can do it is een single van The Rubettes. Het is afkomstig van hun album We can do it. Alhoewel het een hoge positie haalde in de Nederlandse hitparades is het lied niet zo bekend als Sugar baby love.
De B-kant If you’ve got the time (softrock) werd geschreven door John Richardson (toetsen) en Alan Williams (drumstel) uit The Rubettes.

## Hitnotering
The Rubettes werden in de Benelux gestuit door twee Nederlandse bands: Teach In met Ding-a-dong en George Baker Selection met Paloma Blanca. In het Verenigd Koninkrijk stond het negen weken genoteerd in de UK Singles Chart met positie 7 als de hoogste plaats.

### Nederlandse Top 40
| Positie: | 22 | 11 | 8 | 5 | 8 | 15 | 32 | uit |

### NederlandseDaverende 30
| Positie: | 13 | 7 | 6 | 5 | 10 | 17 | uit |

### BelgischeBRT Top 30
| Positie: | 18 | 5 | 4 | 6 | 7 | 8 | 7 | 7 | 7 | 30 | uit |

### VlaamseUltratop 30
| Positie: | 21 | 7 | 5 | 5 | 7 | 8 | 8 | 8 | 10 | 18 | uit |

### NPO Radio 2 Top 2000
I can do it stond alleen in 2000 in de NPO Radio 2 Top 2000, op plek 1771.